# Amalia Puga de Losada
Amalia Natividad de las Mercedes Puga y Puga, plus connue sous le nom d'Amalia Puga de Losada, née à Cajamarca le 8 septembre 1866, morte à Lima le 20 septembre 1963, est une écrivaine péruvienne, à la fois poétesse, romancière, essayiste et conteuse. Elle est admise comme membre du Círculo Literario en 1887 et de l'Ateneo de Lima en 1891.
Parmi ses œuvres, se distinguent notamment La Felicidad (1887) ; La literatura en la mujer (1891) ; Ensayos literarios (1893) ; El voto (1923), court roman ; Poesías (1928) ; La madre Espinach, vidente y profetisa (1933 et 1950) ; Tragedia inédita (1948) ; et El jabón de hiel (1949), qui sont des histoires inspirées des traditions et des légendes de sa ville natale. En 1952, elle écrit le roman Los Barzúas.

## Biographie
Amalia Natividad de las Mercedes Puga naît à Cajamarca le 8 septembre 1866. Elle est la fille de José Mercedes Puga y Valera et de Carolina Puga Chávarri, tous les deux d'origine espagnole,. Son père encourage les arts et la littérature, l'incite à lire et lui offre de nombreux livres.
Pendant la guerre du Pacifique en avril 1879, son père s'engage pour participer à la lutte. En 1885, après une longue période de rébellion contre Miguel Iglesias, il entre triomphalement à Huamachuco, lorsqu'il est abattu. Amalia était alors encore adolescente.
Sa détresse face à cette première grande tragédie se reflète dans son essai La Memoria (1888) et dans les poèmes Gotas de Acíbar (1888) et Remembranzas (1893).
Sa mère avait fait ses études dans l'institution Beaterio de las Shocllas, où elle envoie plus tard sa fille Amalia. Ces études lui inculquent la foi et le respect pour les principes moraux rigides de la société de Cajamarca. Elle appartient à l'une des familles les plus en vue de la région, le pouvoir réel et les terres étant entre les mains de ces familles d'Espagnols et de leurs descendants, qui possèdent les terres, les mines, le commerce et ont facilement accès à l'enseignement secondaire et supérieur. Ces différences socio-économiques si marquées sont une situation qui est très clairement présente dans les écrits d'Amalia Puga.
Amalia Puga de Losada fait ses débuts comme écrivain en 1887, avant d'avoir 21 ans. Elle publie à Lima un court article intitulé « La felicidad » (Le Bonheur). Elle écrit également pour El Perú Ilustrado et l'année suivante pour El Álbum de Trujillo. En 1890, elle commence à écrire pour la Revista Ilustrada de Nueva York ; Elías de Losada y Plissé, le directeur de ce périodique, tombe amoureux d'elle. 
En 1891, elle est admise à l'Ateneo de Lima avec une dissertation réussie sur « La Literatura en la Mujer » (La Littérature chez les femmes). En 1891, la Sociedad Amantes del Progreso de Cajamarca l'admet à l'unanimité comme membre honoraire. En 1892, elle remporte un concours organisé par le Conseil provincial de Lima avec son poème El Descubrimiento (La découverte). En 1893, elle épouse Enrique de Losada y Plissé ; ils emménagent à New York. Amalia laisse alors l'écriture de côté et ne publie presque rien durant cette période. C'est un silence littéraire reflété plus tard dans le sonnet Flujo y Reflujo. Son seul enfant, Cristóbal de Losada y Puga, naît en 1894 ; elle lui dédie A mi hijo en su infancia, et le sonnet Íntimo, dans lequel elle offre sa maternité. Il devient plus tard un mathématicien réputé,.
Le contenu des écrits d'Amalia Puga de Losada, tout comme celle d'autres auteurs d'idéologie progressiste tels que Mercedes Cabello de Carbonera et Clorinda Matto, manque nettement d'éléments historiques et politiques puisqu'aucune de ces femmes ne participe vraiment à la sphère socio-politique. La société de l'époque considère les événements sociaux, militaires et politiques comme étrangers à l'essence féminine, qui doit rester la maternité.
Elle épouse l'écrivain colombien Elías de Losada Plissé en 1893. Ils s'installent à New York, mais peu de temps après, elle devient veuve à trente ans, en 1896. Elle se retire alors dans sa ville natale, Cajamarca, où elle se consacre à l'éducation de son fils. Après une période de ressourcement spirituel, elle reprend l'écriture. 
En 1924, elle écrit Himno. En 1925, le Conseil provincial de Cajamarca donne son nom à l'ancienne rue Callao. En 1927, l'éditeur Editorial Cervantes de Barcelone publie ses poèmes dans la collection des femmes poètes américaines.
Elle passe les quarante dernières années de sa vie à Lima, ville alors troublée par le coup d'État de Luis Miguel Sánchez Cerro en 1930 et par ses conséquences, notamment les poursuites politiques contre les nouveaux idéologues tels que Víctor Raúl Haya de la Torre et José Carlos Mariátegui. Amalia Puga de Losada, qui connaît ce type de situation, se limite à écrire exclusivement sur Cajamarca, et elle devient connue sous le surnom de « La Puguita ». En 1933, elle publie La Madre Espinach, vidente y profetisa, qui raconte l'histoire de Cajamarca. En 1937, elle crée et dirige la Liga Femenil Pro-Diócesis de Cajamarca et un an plus tard la Sociedad Obras de Vocaciones Sacerdotales de Cajamarca. Les neuf histoires présentées dans son livre Tragedia Inédita (1948) concernent Cajamarca. El jabón de hiel, qu'elle publie en 1949, est une compilation de vingt autres histoires précédemment publiées par des périodiques de Lima tels que El Social, El Renacimiento, Correo de la Educación et La Unión de Pacasmayo. Elle publie le roman Los Barzúas en 1952. Elle y met en scène une ville fictive qu'elle a déjà utilisée ; elle affirme la nécessité de créer des « imaginaires spatiaux » où elle transpose la réalité vécue.
En 1960, le gouvernement lui décerne l'Ordre du soleil du Pérou, mais son fils Cristobal meurt, ce qui la plonge dans une douleur si profonde qu'elle abandonne complètement l'écriture. Elle meurt trois ans plus tard, à 97 ans, le 20 septembre 1963.